# Petit-Sautdam
De Petit-Sautdam (Frans: Barrage de Petit-Saut) is een stuwdam in de Sinamarie met waterkrachtcentrale. De dam bevindt zich ongeveer 36 kilometer ten zuiden van de plaats Sinnamary in Frans-Guyana, Frankrijk.

## Overzicht
De Petit-Saut was oorspronkelijk een waterval in de rivier Sinamarie. In 1989 is begonnen met de constructie van een stuwdam. De betonwand van de stuwmuur werd tussen 15 juli 1992 en 25 februari 1993 aangelegd. In 1994 werd begonnen met de bouw van waterkrachtcentrale, die in 1995 in gebruik werd genomen. De centrale produceert 116 MW. De dam en elektriciteitscentrale zijn eigendom van Électricité de France (EDF).
De aanleg was controversieel omdat 360 km2 oerwoud onder water is komen te staan. De elektriciteitscentrale dekt ongeveer de helft van de behoefte van de kustzone van Frans-Guyana.

## Veerboot
Tussen de dam en het gehucht Saint-Nazaire aan de andere kant van het stuwmeer vaart een veerboot. De veerboot verbindt de plaats Saint-Élie met het wegennetwerk van Frans-Guyana. De boottocht duurt ongeveer 45 minuten.
- Virtual International Authority File: 315137972